# Samson Tractor Company

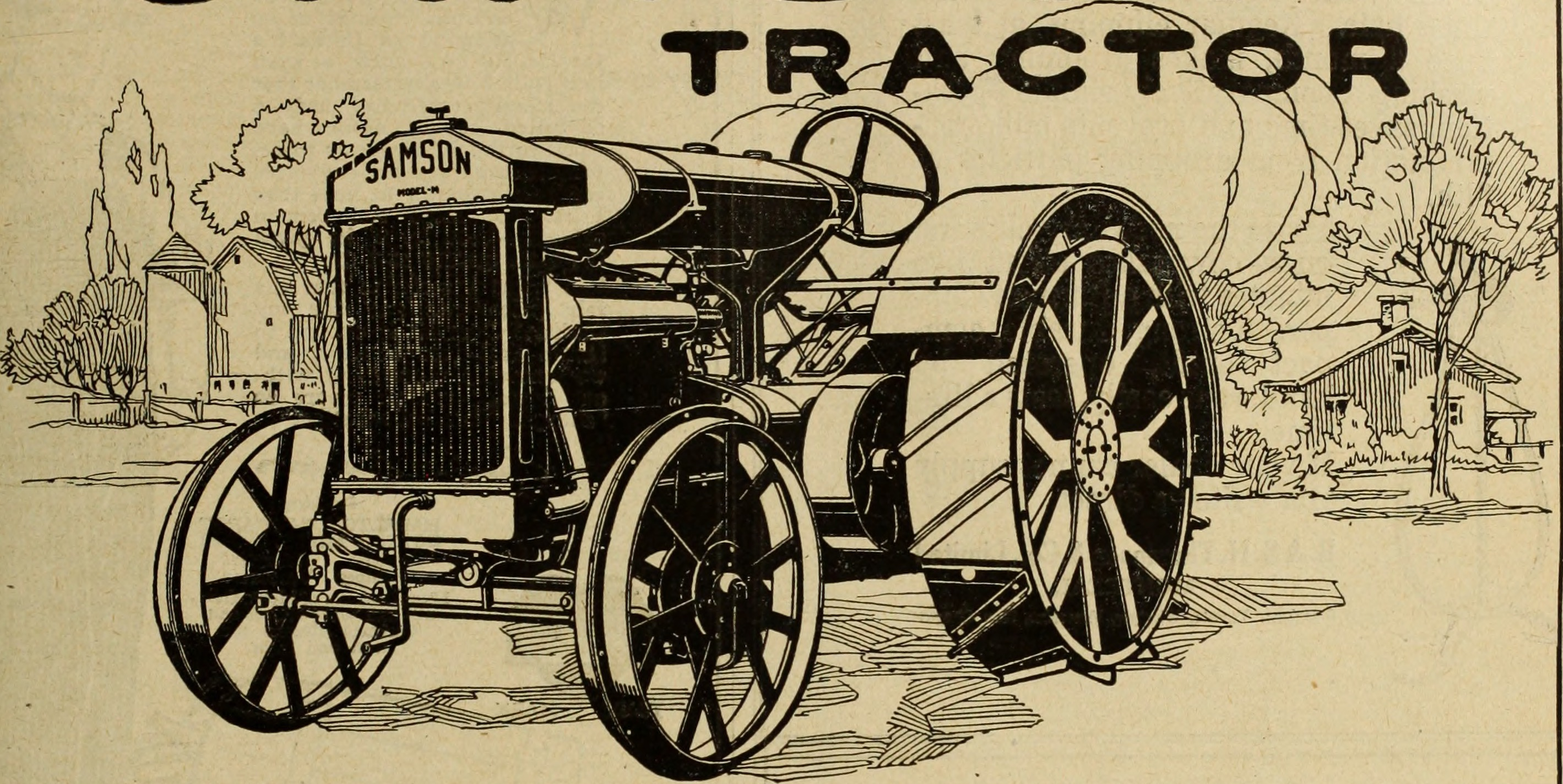
Samson-Traktor um 1920

Samson Tractor Company war ein US-amerikanisches Unternehmen, das Ackerschlepper von 1900 bis 1923 sowie Lastkraftwagen von 1920 bis 1923 herstellte. Ein 1919 geplanter Personenkraftwagen ging nicht in die Produktion. Zeitweilig gehörte die Marke zum General-Motors-Konzern.

## Geschichte
Die Samson Iron Works wurden 1900 in Stockton (Kalifornien) gegründet und nach erfolgreicher Produktionsaufnahme von Ackerschleppern und kleineren Motoren 1916 in Samson Tractor Company umbenannt. Ein weiterer Namenswechsel in Samson Sieve-Grip Tractor Company erfolgte 1917. Im gleichen Jahr erwarb William C. Durant die Gesellschaft für General Motors, welche zu dieser Zeit nach Möglichkeiten suchte, in den Markt für Traktoren und Farmgerät einzusteigen. Dieser wurde zu dieser Zeit von Fordson mit deren Modell F dominiert. Für eine Mio. US$ kaufte GM 1918 auch die Janesville Machine Company in Janesville (Wisconsin), welche sich auf landwirtschaftliches Arbeitsgerät spezialisiert hatte. Im folgenden Jahr wurde die Produktion mit Samson zusammengelegt und das Werk in Stockton aufgegeben. Daraus entstand die Samson Tractor Company Division of General Motors in Janesville.
Die Erwartungen ruhten vor allem auf dem neuen Samson Modell M. Die Produktion des vierrädrigen Schleppers lief am 19. Mai 1919 mit einem Ausstoß von 10 Fahrzeugen täglich an. Der Preis betrug anfangs moderate 690 US$. Schnell zeigte es sich, dass dies nicht kostendeckend war. Derweil Ford seinen Fordson-Traktor nach den gleichen Prinzipien verbilligte wie sein Modell T musste Samson den Preis kräftig anheben auf 840 US$. Das Modell D, auch Iron Horse ("Eisernes Pferd") genannt, wurde ein Verkaufsdebakel. Solche Geräte gab es auch von anderen Herstellern. Es ließ sich quasi anstelle eines Pferdes vor Wagen oder Arbeitsgerät spannen. Betrieben wurde es von einer Person die dahinter zu Fuß ging. Damit endeten die Pläne, Ford in diesem Sektor zu überflügeln. 1923 schloss GM die Samson-Division.

## Ausgewählte Samson-Traktorenmodelle

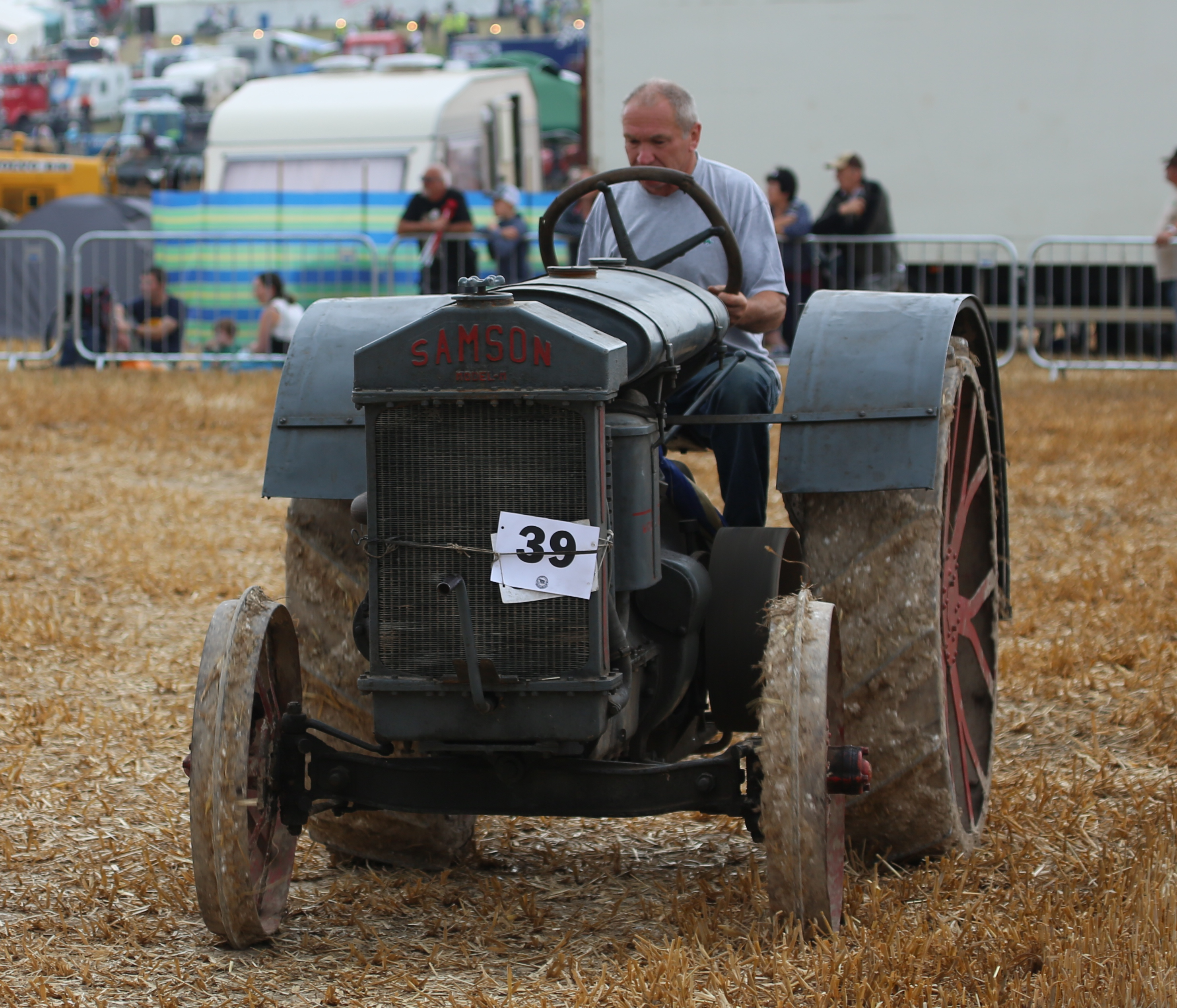
Samson Modell M

Wichtigster Stützpfeiler bei Samson vor der Übernahme durch GM war die Sieve Grip Baureihe, schwere, große und archaisch anzusehende Ungetüme mit drei Rädern. Das Chassis war tief heruntergezogen. Direkt hinter der massiven Aufhängung des gelenkten Vorderrades saß der Wasserkühler und dahinter, etwa in der Mitte zwischen Vorder- und Hinterachse, der Motor. Die hinteren Räder waren größer als die vorderen und bestanden aus Gusseisen ohne Reifen. Der Antrieb erfolgte auf die Hinterachse, der Fahrer saß zuhinterst auf dem Fahrzeug. Sieve Grip waren mit verschiedenen Motoren aus dem GM-Regal erhältlich.
- 1914 Samson Sieve Grip 6-12; 6/12 PS Einzylindermotor
- 1915 Samson Sieve Grip 10-25; 10/25 PS GMC Motor
- Samson Sieve Grip 12-25; 12/25 PS
- Samson Sieve Grip Model 30X (gebaut unter GM-Regie)
- Samson Modell S-25
- 1918 Samson Modell M; Vierradtraktor (gebaut unter GM-Regie)
- Samson Modell D, auch Samson Motor Cultivator oder Iron Horse ("Eisernes Pferd")

## Samson LKW

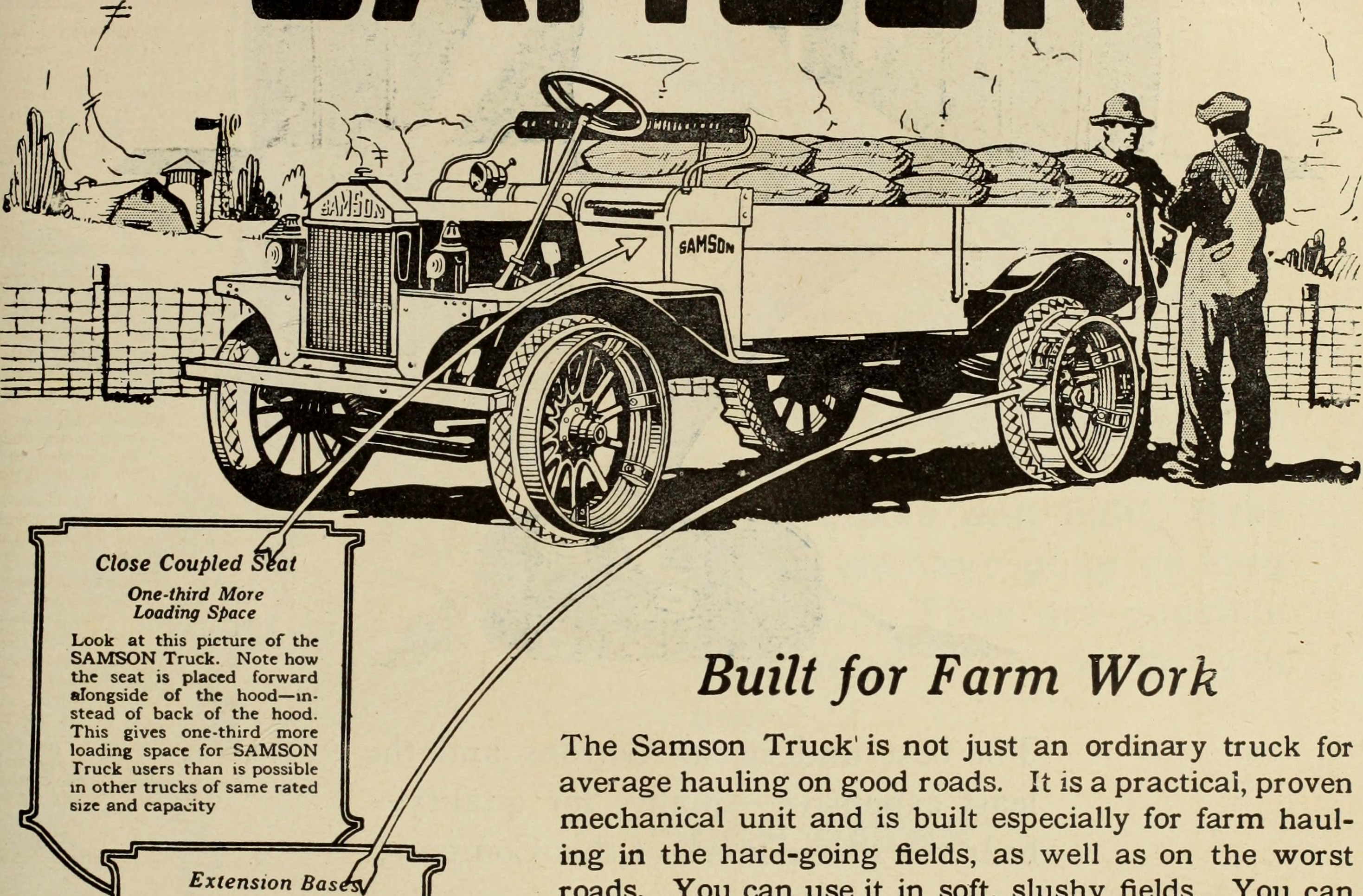
Samson-LKW um 1920

Ein zusätzliches Standbein für Samson sollte eine Reihe leichter LKW mit ¾ tons und 1¼ tons Nutzlast bieten die ab 1920 angeboten wurden. Angetrieben wurden sie vom ohv-Vierzylindermotor des PKW Chevrolet 490 der dort aus 2.802 cm³ (171 c.i.) 26 bhp (19,4 kW) bei 1800/min leistete. Der Zeitpunkt war unglücklich. Als der Samson-LKW erschien, war der Nutzfahrzeugmarkt im Umbruch. Einerseits drängten massenweise nicht mehr benötigte Armee-LKW auf den Gebrauchtwagenmarkt, andererseits fand eine Marktkonzentration statt, in welcher spezialisierte, teilweise neu auftretende Firmen wie Mack oder White die besseren Karten hatten. Etliche PKW-Hersteller die nebenbei schwere Nutzfahrzeuge gebaut hatten wie etwa Packard, Peerless oder Locomobile sahen sich gezwungen sich von diesem Geschäftsfeld zurückzuziehen weil sich das LKW- und PKW-Geschäft zunehmend trennten und weil mit Flottenrabatten operiert wurde, mit denen kleine Anbieter nicht mithalten konnten. Zusätzlich konkurrierte Samson mit dem kleineren ¾-Tönner natürlich auch mit etlichen PKW-Herstellern die in der Lage waren, unter Verwendung maßgeblicher Komponenten aus deren Personwagenprogramm auch solche Lieferwagen preisgünstig anbieten zu können.

## "Whole Family Car"
Etwa gleichzeitig mit der Entwicklung des Samson-LKW begannen Arbeiten an einem neuen PKW, der ebenfalls unter der Marke Samson erscheinen sollte. Die Absicht der Firma war es, das "erste und einzige für Farmer entworfene Auto zu bauen". Das neue Modell sollte "Whole Family Car" (sinngemäß "Auto für die ganze Familie") heißen. Es war auf einem konventionellen Rahmen mit einem Radstand von 118 Zoll (2.997 mm) aufgebaut. Als Antrieb diente der preisgünstige und unkomplizierte ohv-Vierzylindermotor des Chevrolet FB der 37 bhp (27,6 kW) bei 2.000/min aus einem Hubraum von 3.671 cm³ (224 c.i.) leistete. Die Karosserie war als neunsitziger offener Touring konzipiert; die hinterste Sitzbank und die Notsitze ließen sich entfernen und das Auto so zum Pick Up umbauen. Geplant war der Verkauf von 2.250 Einheiten im ersten Jahr und 5.000 1920. Die Geschäftsleitung stoppte das Projekt jedoch kurz vor Produktionsbeginn, als absehbar wurde, dass der Schlepper Modell M die hohen Erwartungen nicht würde erfüllen können. Damit blieb der Whole Family Car auf Jahrzehnte das einzige Modell, das von GM angekündigt, aber nicht produziert wurde.

## Das Ende
1920 musste William C. Durant General Motors zum zweiten Mal und diesmal für immer verlassen. 1923 schloss der Konzern seine unprofitable Samson-Division und übergab das Werk in Janesville an Chevrolet. Es wurde bis Dezember 2008 benutzt und stellte zuletzt SUV her für Chevrolet und GMC.